# Parchim
Parchim (in basso tedesco Parchen) è una città del Meclemburgo-Pomerania Anteriore, in Germania.
Si trova all'estremità sudorientale della Lewitz, a 40 km a sud-est di Schwerin.
Dal 4 settembre 2011, in concomitanza con la riforma amministrativa, è il capoluogo e del nuovo circondario di Ludwigslust-Parchim.
Pur non appartenendo ad alcuna comunità amministrativa, ospita la sede dell'Amt Parchimer Umland.

## Geografia
La città si trova a sud della principale morena della Pomerania. A nord è situata la comunità del paesaggio lacustre di Sternberg (Amt Sternberger Seenlandschaft), a sud la terra dei laghi del Meclemburgo, a nord-ovest la Lewitz. Parchim è attraversata dal fiume Elde, che si divide in diversi bracci formando isole. A nord-est è ubicato il lago Wockersee, esteso 60 acri, sulla cui costa settentrionale scorre il Wocker, affluente dell'Elde; a nord e a est il lago è circondato da boschi e prati (umidi a nord). A sud di Parchim si estende la Slater Moor, una zona umida naturale. Le foreste più grandi si trovano a nord nei distretti Neuhof e Dargelütz, a sud a Slate e Kiekindemark, dove sono presenti le elevazioni più alte del circondario: il Großen Vietingsberg (108,9 m s.l.m.) e il Maiblumenberg (116,2 m s.l.m.). I loro versanti scendono ripidi verso l'Elde.

## Geografia antropica

### Frazioni
- Dargelütz
- Kiekindemark
- Neuhof
- Neu Klockow
- Slate

## Storia

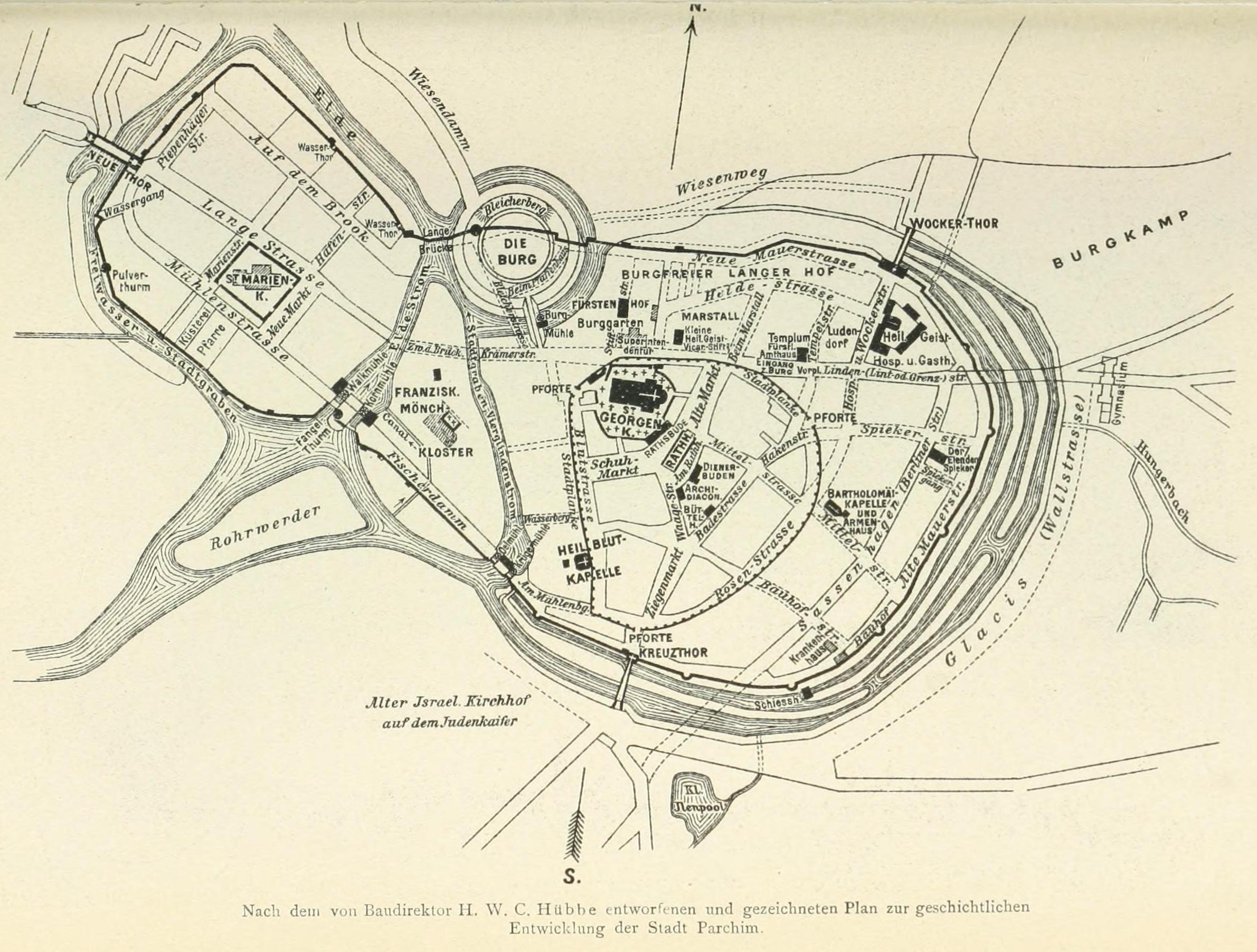
Pianta della città in epoca medioevale (disegno del 1896)

Il nome della città ha origini slave: il nome Parchom nell'antico slavo identificava il dio del sole.
La prima menzione scritta risale al 1170 in una lettera dell'imperatore Federico Barbarossa. Tra il 1225 e il 1226 Parchim ottenne lo status di città. Dal 1238 al 1248 fu la residenza della signoria Parchim-Richenberg; nel 1240 Pribislao I creò un nuovo insediamento sulla riva destra dell'Elde, Neustadt, che nel 1282 si fuse con Parchim. Nel 1255 Parchim venne incorporata nella signoria di Werle, che a partire dal 1277 divenne signoria di Werle-Parchim. Dal 1289 al 1310 la città venne fortificata con mura (delle quali una parte è conservata) lunghe 2,7 chilometri, alte 5,5 metri e con uno spessore di 90 cm; al di fuori della città fu costruito il Parchimer Landwehr, l'anello più esterno delle mura difensive con la funzione di segnare il confine del territorio in epoca medioevale. Con la diffusione della Riforma protestante nel 1530 i francescani abbandonarono la città. Nel 1586 e nel 1612 Parchim subì un grande incendio. Un'ulteriore catastrofe ebbe luogo durante la Guerra dei Trent'anni, allorché dal 1637 al 1639 le truppe della Lega cattolica infuriarono con veemenza. Dei circa 5 000 abitanti all'inizio del secolo XVII ne rimasero all'incirca 1 300 nel 1648. A poco a poco la città si riprese nel secolo successivo: nel 1789 annoverava infatti 4 000 abitanti e una consistente minoranza ebraica. Un altro decremento demografico si registrò durante l'occupazione da parte delle truppe napoleoniche dal 1806 al 1815.
Con l'inizio della prima guerra mondiale venne istituito in periferia, sulla ex piazza d'armi della cavalleria, uno dei più grandi campi di prigionia in Germania, che poteva contenere fino a 25 000 prigionieri. In condizioni terribili 15 000 prigionieri di guerra provenienti da Russia, Francia, Belgio, Serbia e Inghilterra furono temporaneamente ospitati qui. Di questi 1 402 vi morirono. Su iniziativa e grazie alle donazioni dei parenti degli internati, fu eretto un monumento nel campo cimiteriale lungo la strada per Damme, consacrato il 4 giugno 1916.
Durante il pogrom del novembre 1938, il cimitero ebraico fu profanato e distrutto. Dal 1939 al 1945 era presente un campo di lavoro nel distretto di Bramfeld, nel quale erano alloggiati circa 1 000 prigionieri di guerra polacchi e sovietici; il lavoro forzato doveva servire a produrre armi. Inoltre per i lavoratori forzati stranieri era stato costruito un campo di transito per 50 000 persone. Il 3 maggio 1945 entrò in città l'Armata Rossa.
A partire dal 1991 il centro storico è stato completamente rinnovato come parte del programma di sviluppo urbano e di pianificazione urbanistica, che ha previsto tra l'altro la realizzazione di un parco residenziale.

## Economia
Oltre ai servizi e alle PMI, nel comune sono presenti solo una grande industria e una fabbrica di forni (fondata nel 1874). Un progetto per realizzare un centro di logistica nell'area dell'ex aeroporto militare trasformato per uso civile, nonostante la sua capacità di ricevere velivoli ad alta velocità e le sue connessioni con ferrovia e autostrada, stenta ad essere ultimato. Attualmente l'aeroporto è utilizzato principalmente come centro di formazione per gli uffici aeroportuali e aeronautici.

## Società

### Evoluzione demografica

Andamento demografico dal 1500 al 2005

| anno | abitanti |
| ---- | -------- |
| 1500 | 3 000    |
| 1620 | 5 000    |
| 1648 | 1 300    |
| 1789 | 4 000    |
| 1830 | 5 800    |
| 1850 | 6 270    |
| 1910 | 12 804   |
| 1939 | 16 000   |
| 1974 | 23 000   |
| 1990 | 23 800   |
| 2000 | 20 048   |
| 2005 | 19 348   |
| 2016 | 17 918   |

## Luoghi di interesse

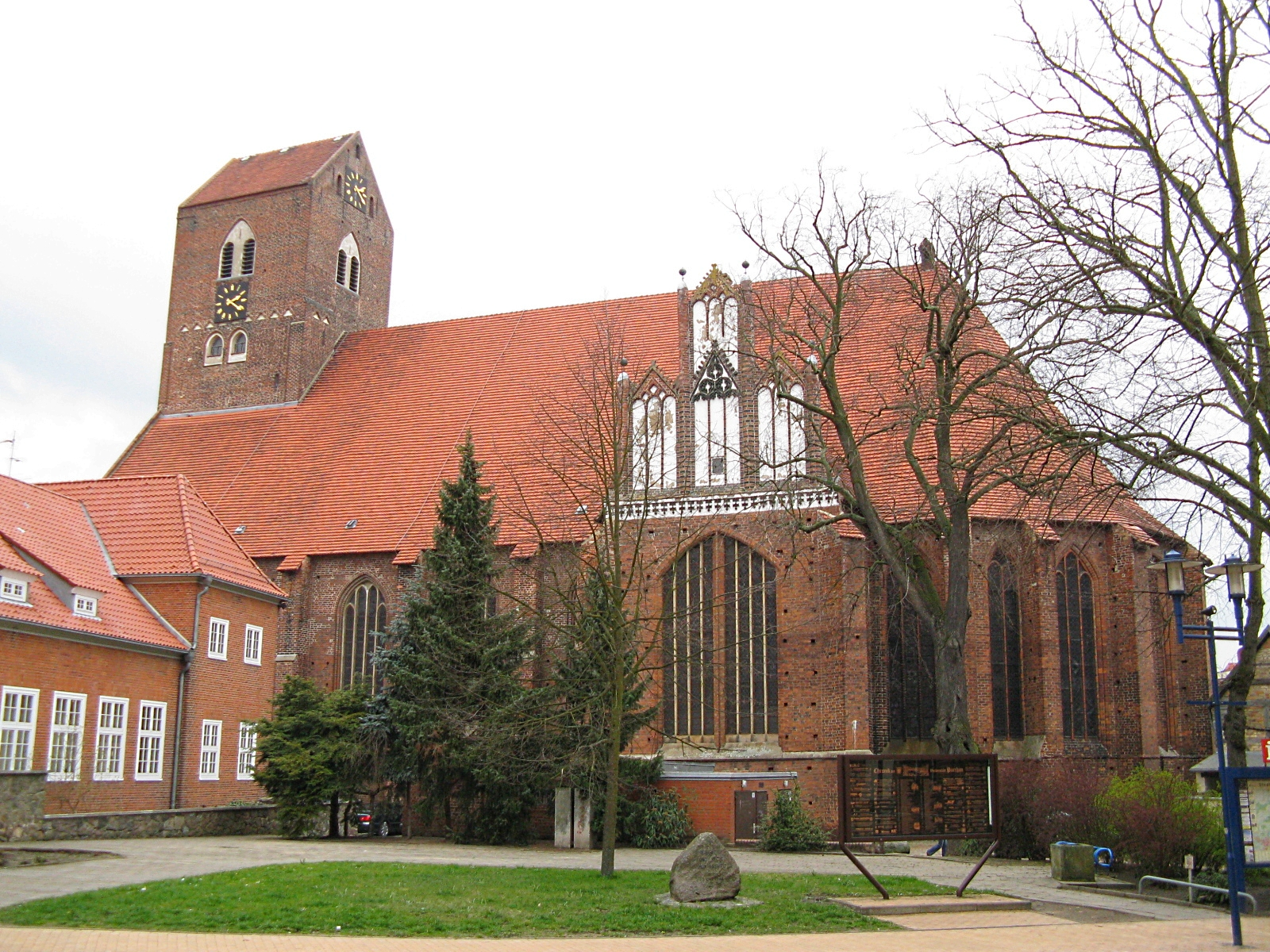
La chiesa di St. Georgen

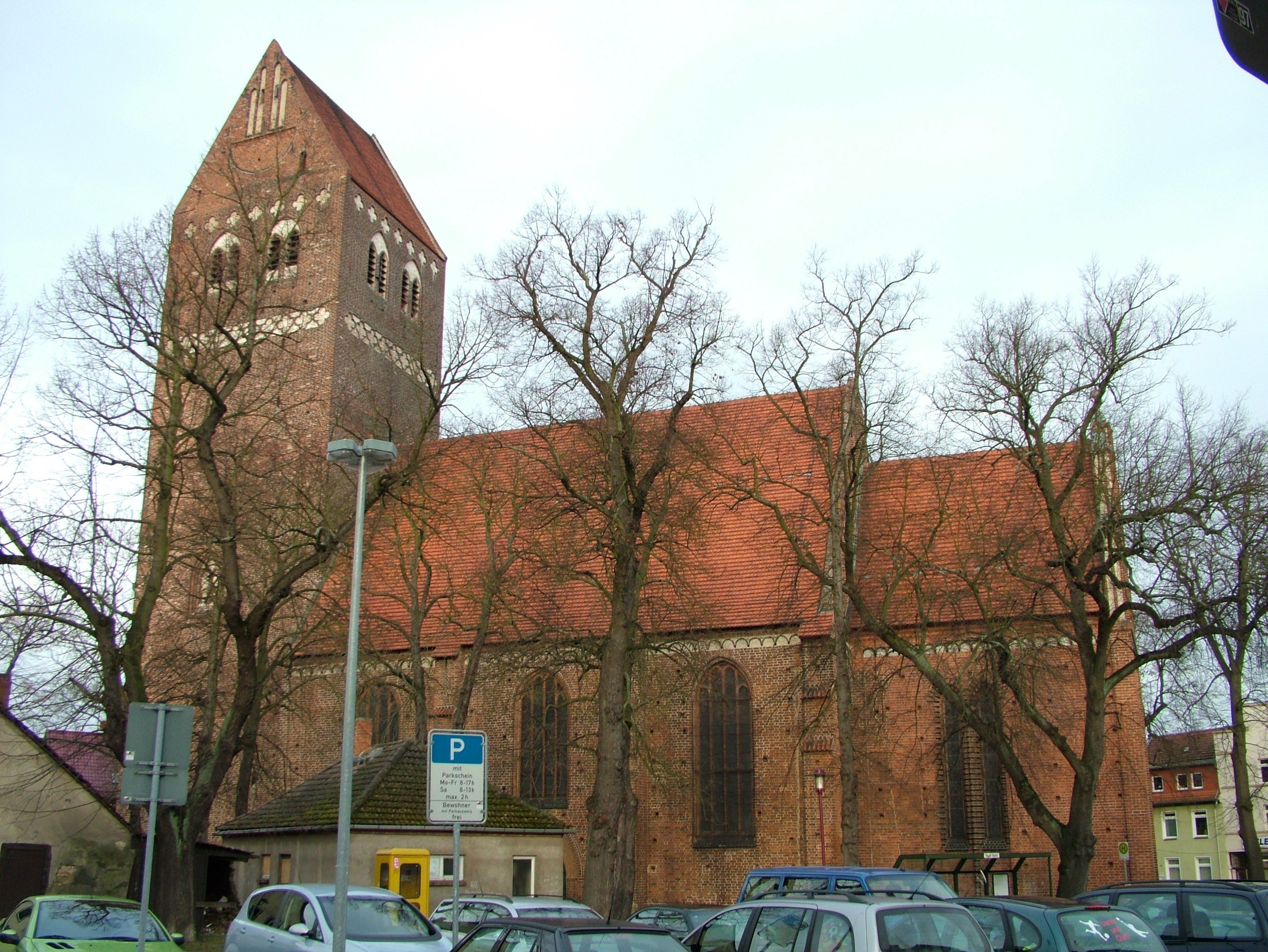
La Marienkirche

- La chiesa parrocchiale di St. Georgen, in mattoni e in stile gotico, è ubicata nella città vecchia. La costruzione venne iniziata nel 1289. All'interno sono conservati resti di mura medioevali. Degni di nota sono il pulpito del 1580, il fonte battesimale ottagonale in pietra del 1619, il Leptzowaltar del 1421 e le stalle del consiglio (1608–1623).
- La chiesa di S. Maria (Marienkirche) è la chiesa parrocchiale della città nuova. Le volte e i contrafforti risalgono al XIV secolo. La torre occidentale (1310) aveva come modello la Marienkirche di Lubecca. Tra le opere più preziose sono il fonte battesimale in bronzo del 1365 sull'altare risalente al 1500 circa, due campane del 1514 e il pulpito del 1601.
- Numerose case a graticcio caratterizzano il centro storico sia della città vecchia sia i quella nuova.
- La Zinnhaus in Langenstraße 24, del 1612, è il secondo edificio più antico conservato a Parchim. La casa a graticcio – un tempo la casa del Wachtmeister della città − si è trasformata in un importante centro artistico e culturale dopo la sua ristrutturazione.
- Il Municipio che si affaccia sul vecchio mercato è un edificio in mattoni a due piani di forma allungata, originario del XIV secolo. La corte superiore venne ricostruita nel 1818 dall'architetto Johann Georg Barca mantenendo l'architettura gotica. Nel 1995 è stato completamente restaurato e rinnovato.
- La fortificazione della città medioevale è solo parzialmente riconoscibile come mura ma molto bene come bastione. Le porte della città medioevale sono state demolite nel XIX secolo.
- L'ex ufficio postale imperiale, costruito nel 1883, che si affaccia sul mercato delle scarpe è un esempio ben conservato di edifici pubblici del XIX secolo. Fu realizzato su progetto del professore Hubert Stier di Hannover[3].
- Infine tra gli edifici più interessanti della città figurano la cassa di risparmio comunale, costruita nel 1934-35, e l'ex tribunale distrettuale Moltkeplatz. Entrambi sono opere di Paul Schultze-Naumburg.

## Infrastrutture e trasporti

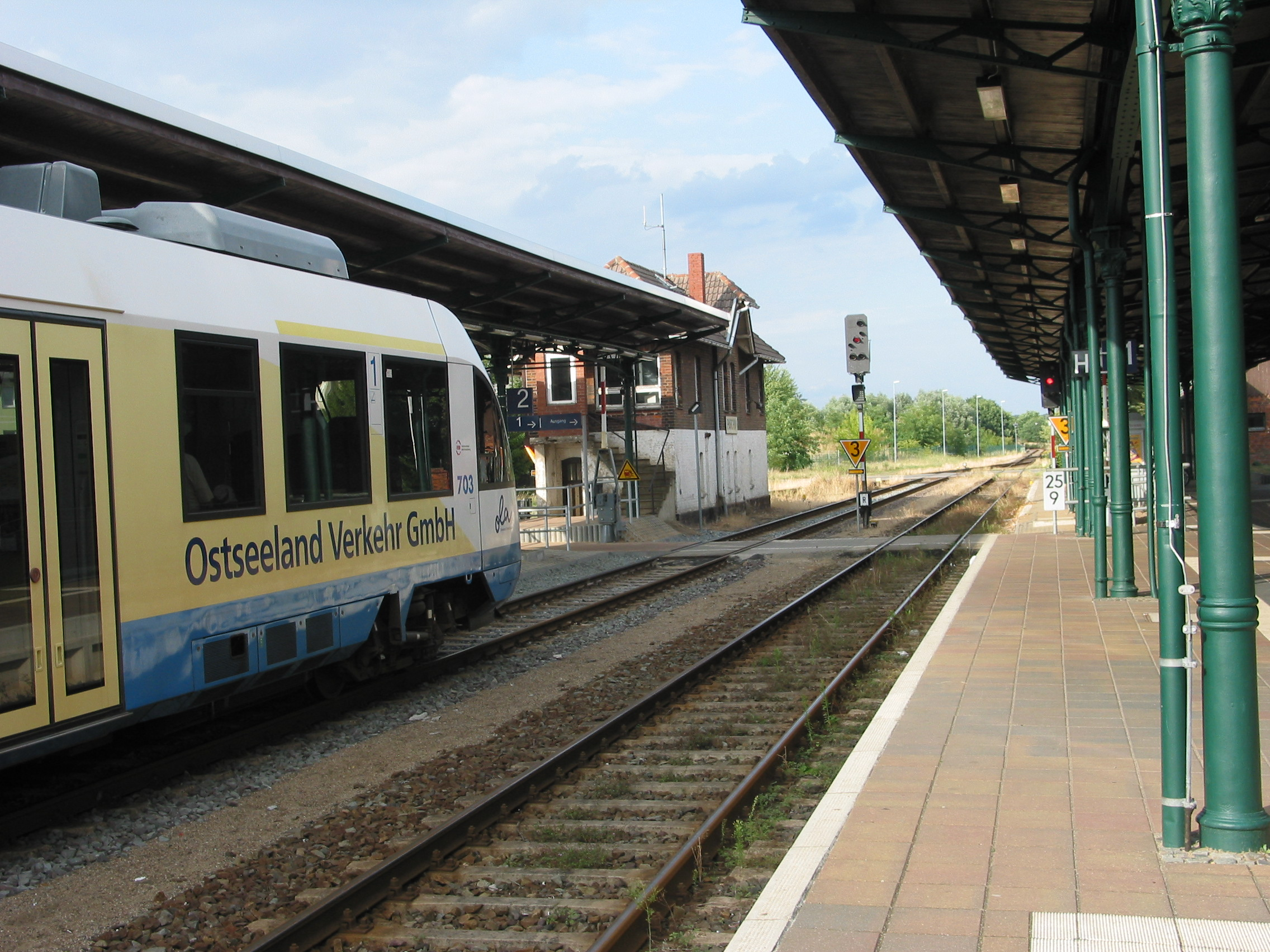
La stazione ferroviaria di Parchim con un treno in partenza per Schwerin

- Nelle immediate vicinanze della città si trova l'aeroporto internazionale Schwerin-Parchim, che serve anche Schwerin. Fu costruito nel 1934, distrutto nel 1945 e poi ricostruito dagli occupanti sovietici che lo utilizzarono come aeroporto militare. Dopo la riunificazione tedesca è stato riconvertito per scopi civili; è destinato a diventare un vero e proprio nodo di trasporto merci gestito da una società di logistica svizzera. I vantaggi includono un buon accesso alle reti stradali e ferroviarie, nonché un permesso di volo di 24 ore e una pista di 3 000 metri adatta per aeromobili di grandi dimensioni.
- Il fiume Elde, attraverso il canale Müritz-Elde, attraversa Parchim.
- La città è collegata a Ludwigslust e Hagenow tramite la linea ferroviaria Parchim-Ludwigslust, a Schwerin e Rehna tramite la linea ferroviaria Schwerin-Parchim. La compagnia ferroviaria è la ODEG (Ostdeutsche Eisenbahn GmbH).
- Le strade federali 191 e 321 collegano Parchim a Lübz, Sternberg, Plau, Crivitz, Goldberg e Schwerin. C'è anche un collegamento diretto con l'autostrada federale A24.

## Amministrazione

### Gemellaggi
- Saint-Dizier, dal 1971
- Neumünster, dal 1990
- Peer, dal 2004
- Rubene